# 팔로몬테
팔로몬테(이탈리아어: Palomonte)는 이탈리아 캄파니아주 살레르노도에 있는 코무네이다.